# The Rugby Championship 2022
Navigation
The Rugby Championship 2021 The Rugby Championship 2023
Le Rugby Championship 2022 est une compétition de rugby à XV qui oppose les sélections d'Afrique du Sud (Springboks), d'Argentine (Pumas), d'Australie (Wallabies) et de Nouvelle-Zélande (All Blacks).

## Calendrier
| 6 août 2024 | Mbombela Stadium, Nelspruit          | Afrique du Sud | 26 - 10 | Nouvelle-Zélande |
| 6 août 2024 | Estadio Malvinas Argentinas, Mendoza | Argentine      | 26 - 41 | Australie        |

| 13 août 2024 | Emirates Airlines Park, Johannesburg | Afrique du Sud | 23 - 35 | Nouvelle-Zélande |
| 13 août 2024 | Estadio del Bicentenario, San Juan   | Argentine      | 48 - 17 | Australie        |

| [27 août 2024 | Adelaide Oval, Adelaide            | Australie        | 25 - 17 | Afrique du Sud |
| 27 août 2024  | Orangetheory Stadium, Christchurch | Nouvelle-Zélande | 18 - 25 | Argentine      |

| 3 septembre 2024 | FMG Stadium Waikato, Hamilton   | Nouvelle-Zélande | 53 - 3 | Argentine      |
| 3 septembre 2024 | Sydney Football Stadium, Sydney | Australie        | 8 - 24 | Afrique du Sud |

| 15 septembre 2024 | Marvel Stadium, Melbourne             | Australie | 37 - 39 | Nouvelle-Zélande |
| 17 septembre 2024 | Estadio José Amalfitani, Buenos Aires | Argentine | 20 - 36 | Afrique du Sud   |

| 24 septembre 2024 | Eden Park - Auckland              | Nouvelle-Zélande | 40 - 14 | Australie |
| 24 septembre 2024 | Hollywoodbets Kings Park - Durban | Afrique du Sud   | 38 - 21 | Argentine |

## Classement
| Rang | Nation               | J | V | N | D | Bo | Bd | Pm  | Pe  | Diff | Pts |
| ---- | -------------------- | - | - | - | - | -- | -- | --- | --- | ---- | --- |
| 1    | Nouvelle-Zélande (T) | 6 | 4 | 0 | 2 | 2  | 1  | 195 | 128 | +67  | 19  |
| 2    | Afrique du Sud       | 6 | 4 | 0 | 2 | 2  | 0  | 164 | 119 | +45  | 18  |
| 3    | Australie            | 6 | 2 | 0 | 4 | 1  | 1  | 142 | 194 | -52  | 10  |
| 4    | Argentine            | 6 | 2 | 0 | 4 | 1  | 0  | 143 | 203 | -60  | 9   |

|  | Vainqueur de la compétition |
|  | T : Tenante du titre 2021.  |

## Acteurs de la compétition

### Joueurs
Cette liste énumère les effectifs des équipes participantes au Rugby Championship 2022. Durant la compétition, les entraîneurs ont la possibilité de faire des changements et de sélectionner de nouveaux joueurs pour des raisons tactiques ou à la suite de blessures.

#### Afrique du Sud
Ci-dessous, le groupe convoqué par Jacques Nienaber pour la compétition :
| Entraîneur | Entraîneur             | Jacques Nienaber                                                                                        |
| Avants     | Pilier                 | Thomas du Toit, Steven Kitshoff, Vincent Koch, Frans Malherbe, Ntuthuko Mchunu, Ox Nché, Trevor Nyakane |
| Avants     | Talonneur              | Joseph Dweba, Malcolm Marx, Bongi Mbonambi                                                              |
| Avants     | Deuxième ligne         | Lood de Jager, Eben Etzebeth, Salmaan Moerat, Franco Mostert, Ruan Nortjé, Marvin Orie                  |
| Avants     | Troisième ligne aile   | Pieter-Steph du Toit, Rynhardt Elstadt, Deon Fourie, Siya Kolisi (cap.), Kwagga Smith                   |
| Avants     | Troisième ligne centre | Elrigh Louw, Evan Roos, Duane Vermeulen, Jasper Wiese                                                   |
| Arrières   | Demi de mêlée          | Faf de Klerk, Jaden Hendrikse, Herschel Jantjies, Grant Williams                                        |
| Arrières   | Demi d'ouverture       | Elton Jantjies, Handré Pollard                                                                          |
| Arrières   | Centre                 | Lukhanyo Am, Damian de Allende, André Esterhuizen, Jesse Kriel, François Steyn                          |
| Arrières   | Ailier                 | Kurt-Lee Arendse, Makazole Mapimpi, Canan Moodie                                                        |
| Arrières   | Arrière                | Warrick Gelant, Willie le Roux, Damian Willemse                                                         |

#### Argentine
Ci-dessous, le groupe convoqué par Michael Cheika pour la compétition :
| Entraîneur | Entraîneur             | Michael Cheika |
| Avants     | Pilier                 | Eduardo Bello, Thomas Gallo, Francisco Gómez Kodela, Santiago Medrano, Joel Sclavi, Nahuel Tetaz Chaparro, Mayco Vivas |
| Avants     | Talonneur              | Agustín Creevy, Julián Montoya (cap.), Ignacio Ruiz, Santiago Socino                                                   |
| Avants     | Deuxième ligne         | Matías Alemanno, Tomás Lavanini, Lucas Paulos, Guido Petti                                                             |
| Avants     | Troisième ligne aile   | Juan Martín González, Marcos Kremer, Pablo Matera, Santiago Grondona, Joaquín Oviedo                                   |
| Avants     | Troisième ligne centre | Rodrigo Bruni, Facundo Isa                                                                                             |
| Arrières   | Demi de mêlée          | Lautaro Bazán, Gonzalo Bertranou, Tomás Cubelli                                                                        |
| Arrières   | Demi d'ouverture       | Tomás Albornoz, Santiago Carreras, Nicolás Sánchez, Benjamín Urdapilleta                                               |
| Arrières   | Centre                 | Lucio Cinti, Jerónimo de la Fuente, Lucas Mensa, Matías Moroni, Matías Orlando                                         |
| Arrières   | Ailier                 | Emiliano Boffelli, Mateo Carreras, Santiago Cordero, Bautista Delguy, Juan Imhoff                                      |
| Arrières   | Arrière                | Juan Cruz Mallía |

#### Australie
Ci-dessous, le groupe convoqué par Dave Rennie pour la compétition :
| Entraîneur | Entraîneur             | Dave Rennie                                                                                                   |
| Avants     | Pilier                 | Allan Alaalatoa, Pone Fa'amausili, Matt Gibbon, Scott Sio, Tom Robertson, James Slipper (cap.), Taniela Tupou |
| Avants     | Talonneur              | Folau Fainga'a, Lachlan Lonergan, Billy Pollard, Dave Porecki                                                 |
| Avants     | Deuxième ligne         | Rory Arnold, Nick Frost, Cadeyrn Neville, Matt Philip, Darcy Swain                                            |
| Avants     | Troisième ligne aile   | Jed Holloway, Michael Hooper, Rob Leota, Fraser McReight, Peter Samu                                          |
| Avants     | Troisième ligne centre | Langi Gleeson, Rob Valetini, Harry Wilson                                                                     |
| Arrières   | Demi de mêlée          | Jake Gordon, Tate McDermott, Nic White                                                                        |
| Arrières   | Demi d'ouverture       | Quade Cooper, Bernard Foley, Noah Lolesio, James O'Connor                                                     |
| Arrières   | Centre                 | Lalakai Foketi, Len Ikitau, Hunter Paisami, Irae Simone                                                       |
| Arrières   | Ailier                 | Andrew Kellaway, Marika Koroibete, Jordan Petaia, Suliasi Vunivalu, Tom Wright                                |
| Arrières   | Arrière                | Kurtley Beale, Jock Campbell, Reece Hodge                                                                     |

#### Nouvelle-Zélande
Ci-dessous, le groupe convoqué par Ian Foster pour la compétition :
| Entraîneur | Entraîneur             | Ian Foster                                                                                              |
| Avants     | Pilier                 | George Bower, Ethan de Groot, Nepo Laulala, Fletcher Newell, Aidan Ross, Angus Ta'avao, Ofa Tu'ungafasi |
| Avants     | Talonneur              | Dane Coles, Samisoni Taukei'aho, Codie Taylor                                                           |
| Avants     | Deuxième ligne         | Scott Barrett, Brodie Retallick, Patrick Tuipulotu, Tupou Vaa'i, Sam Whitelock                          |
| Avants     | Troisième ligne aile   | Sam Cane (cap.), Shannon Frizell, Akira Ioane, Dalton Papali'i                                          |
| Avants     | Troisième ligne centre | Luke Jacobson, Ardie Savea, Hoskins Sotutu                                                              |
| Arrières   | Demi de mêlée          | Finlay Christie, Folau Fakatava, Aaron Smith                                                            |
| Arrières   | Demi d'ouverture       | Beauden Barrett, Richie Mo'unga, Stephen Perofeta                                                       |
| Arrières   | Centre                 | Braydon Ennor, Jack Goodhue, David Havili, Rieko Ioane, Roger Tuivasa-Sheck, Quinn Tupaea               |
| Arrières   | Ailier                 | Caleb Clarke, Leicester Fainga'anuku, Will Jordan, Sevu Reece                                           |
| Arrières   | Arrière                | Jordie Barrett                                                                                          |

## Feuilles de matchs

### Première journée
| Samedi 6 août 2022 17 h | Afrique du Sud | 26 – 10 (10 - 3) | Nouvelle-Zélande                                                                               | Mbombela Stadium, Port Elizabeth 42 367 spectateurs Arbitre : Angus Gardner |
| Samedi 6 août 2022 17 h | Essai(s) : 2 Arendse (9e), le Roux (80e) Transformation(s) : 2 Pollard (10e, 80e) Pénalité(s) : 3 Pollard (22e, 50e, 73e) Drop(s) : 1 Pollard (58e) Carton(s) rouge(s) : 1 Arendse (74e) | Rapport          | Essai(s) : 1 Frizell (78e) Transformation(s) : 1 Mo'unga (79e) Pénalité(s) : 1 J.Barrett (35e) | Mbombela Stadium, Port Elizabeth 42 367 spectateurs Arbitre : Angus Gardner |
| Samedi 6 août 2022 17 h | | Rapport          |                                                                                                | Mbombela Stadium, Port Elizabeth 42 367 spectateurs Arbitre : Angus Gardner |

| Afrique du Sud · Titulaires · 15 Damian Willemse · 14 Kurt-Lee Arendse 74e · 13 Lukhanyo Am 79e · 12 Damian de Allende · 11 Makazole Mapimpi · 10 Handré Pollard · 09 Faf de Klerk 1e · 08 Jasper Wiese · 07 Pieter-Steph du Toit 49e · 06 Siya Kolisi · 05 Lood de Jager 47e · 04 Eben Etzebeth 74e · 03 Frans Malherbe 51e · 02 Malcolm Marx 54e · 01 Trevor Nyakane 56e · Remplaçants · 16 Bongi Mbonambi 54e · 17 Steven Kitshoff 56e · 18 Vincent Koch 51e · 19 Salmaan Moerat 74e · 20 Franco Mostert 49e · 21 Kwagga Smith 47e · 22 Jaden Hendrikse 1e · 23 Willie le Roux 79e · Entraîneur · Jacques Nienaber |  |  | Nouvelle-Zélande · Titulaires · 53e Jordie Barrett 15 · Will Jordan 14 · Rieko Ioane 13 · David Havili 12 · Caleb Clarke 11 · 75eBeauden Barrett 10 · 75e Aaron Smith 09 · Ardie Savea 08 · Sam Cane 07 · 66e Akira Ioane 06 · 72e Scott Barrett 05 · Sam Whitelock 04 · 49e Angus Ta'avao 03 · 55e Samisoni Taukei'aho 02 · 50e George Bower 01 · Remplaçants · 55e Dane Coles 16 · 50e Ethan de Groot 17 · 49e Tyrel Lomax 18 · 49e Tupou Vaa'i 19 · 72e Shannon Frizell 20 · 56e Finlay Christie 21 · 53e Richie Mo'unga 22 · 75e Quinn Tupaea 23 · Entraîneur · Ian Foster |

| Homme du match : Malcolm Marx Arbitres assistants : Luke Pearce Christophe Ridley |

Notes :
- Malcolm Marx (Afrique du Sud) honore sa 50e cape.
- L'Afrique du Sud gagne deux matchs d'affilée contre la Nouvelle-Zélande pour la première fois depuis 2009.
- C'est la première victoire sud-africaine à domicile contre la Nouvelle-Zélande depuis le 4 octobre 2014.
- Avec cette défaite, la Nouvelle-Zélande perd plus de deux matchs consécutifs pour la première fois depuis 1998.
- Avec cette défaite, la Nouvelle-Zélande tombe à la cinquième place au classement World Rugby, le plus bas niveau de son histoire.
- La Nouvelle-Zélande perd son match d'ouverture en Rugby Championship/Tri-nations pour la première fois depuis 2005.
- C'est la plus large victoire de l'Afrique du Sud sur la Nouvelle-Zélande depuis le 30 juin 1928, elle avait gagnée 17-0 au Kingsmead de Durban.

| Samedi 6 août 2022 21 h | Argentine | 26 – 41 (19 - 10) | Australie (bo) | Estadio Malvinas Argentinas, Mendoza 33 000 spectateurs Arbitre : Mike Adamson |
| Samedi 6 août 2022 21 h | Essai(s) : 2 Matera (5e), González (54e) Transformation(s) : 2 Boffelli (6e, 57e) Pénalité(s) : 4 Boffelli (11e, 15e, 21e, 41e) Carton(s) jaune(s) : 1 Alemanno (61e) | Rapport           | Essai(s) : 5 Petaia (17e), McReight (47e), essai de pénalité (61e), Fainga'a (69e), Ikitau (80e+5) Transformation(s) : 5 Cooper (18e), Hodge (48e, 71e, 80e+6), de pénalité (61e) Pénalité(s) : 2 Cooper (9e), Hodge (65e) | Estadio Malvinas Argentinas, Mendoza 33 000 spectateurs Arbitre : Mike Adamson |
| Samedi 6 août 2022 21 h | | Rapport           | | Estadio Malvinas Argentinas, Mendoza 33 000 spectateurs Arbitre : Mike Adamson |

| Argentine · Titulaires · 15 Juan Cruz Mallía · 14 Santiago Cordero 79e · 13 Matías Orlando 65e · 12 Jerónimo de la Fuente · 11 Emiliano Boffelli · 10 Santiago Carreras · 09 Tomás Cubelli 52e · 08 Pablo Matera · 07 Marcos Kremer · 06 Juan Martín González 71e · 05 Tomás Lavanini · 04 Matías Alemanno 61e à 71e 71e · 03 Francisco Gómez Kodela 62e · 02 Julián Montoya 57e · 01 Nahuel Tetaz Chaparro 57e · Remplaçants · 16 Agustín Creevy 57e · 17 Thomas Gallo 57e · 18 Joel Sclavi 62e · 19 Santiago Grondona 71e · 20 Rodrigo Bruni 71e · 21 Lautaro Bazán 52e · 22 Tomás Albornoz 79e · 23 Matías Moroni 65e · Entraîneur · Michael Cheika |  |  | Australie · Titulaires · Tom Wright 15 · Jordan Petaia 14 · Len Ikitau 13 · Hunter Paisami 12 · Marika Koroibete 11 · 47e Quade Cooper 10 · 69e Nic White 09 · Rob Valetini 08 · 76e Fraser McReight 07 · 57e Jed Holloway 06 · 52e Matt Philip 05 · Darcy Swain 04 · 52e Allan Alaalatoa 03 · 71e Folau Fainga'a 02 · 71e James Slipper 01 · Remplaçants · 71e Lachlan Lonergan 16 · 71e Matt Gibbon 17 · 52e Taniela Tupou 18 · 52e Nick Frost 19 · 76e Rob Leota 20 · 57e Peter Samu 21 · 69e Jake Gordon 22 · 47e Reece Hodge 23 · Entraîneur · Dave Rennie |

| Homme du match : Rob Valetini Arbitres assistants : Karl Dickson Chris Busby (en) |

Notes :
- Michael Hooper (Australie) est inscrit sur la feuille de match pour démarrer et être le capitaine, mais il est retiré de l'équipe un jour avant le match et retourne en Australie pour des raisons personnelles. Fraser McReight le remplace dans le XV de départ et James Slipper devient capitaine.
- Tomás Albornoz (Argentine), Matt Gibbon (Australie) et Jed Holloway (Australie) font leurs débuts internationaux.

### Deuxième journée
| Samedi 13 août 2022 17 h | Afrique du Sud | 23 – 35 (10 - 15) | Nouvelle-Zélande | Ellis Park Stadium, Johannesbourg 61 519 spectateurs Arbitre : Luke Pearce |
| Samedi 13 août 2022 17 h | Essai(s) : 2 Am (36e), Mapimpi (58e) Transformation(s) : 2 Pollard (37e, 59e) Pénalité(s) : 3 Pollard (40e+1, 45e, 67e) Carton(s) jaune(s) : 1 Willemse (3e) | Rapport           | Essai(s) : 4 Cane (27e), Taukei'aho (32e), Havili (73e), S.Barrett (78e) Transformation(s) : 3 Mo'unga (34e, 74e, 80e) Pénalité(s) : 3 Mo'unga (24e, 48e, 57e) Carton(s) jaune(s) : 1 B.Barrett (66e) | Ellis Park Stadium, Johannesbourg 61 519 spectateurs Arbitre : Luke Pearce |
| Samedi 13 août 2022 17 h | | Rapport           | | Ellis Park Stadium, Johannesbourg 61 519 spectateurs Arbitre : Luke Pearce |

| Afrique du Sud · Titulaires · 15 Damian Willemse 3e à 13e · 14 Jesse Kriel 8e · 13 Lukhanyo Am · 12 Damian de Allende · 11 Makazole Mapimpi · 10 Handré Pollard · 09 Jaden Hendrikse 75e · 08 Duane Vermeulen 35e · 07 Pieter-Steph du Toit · 06 Siya Kolisi 50e · 05 Lood de Jager 48e · 04 Eben Etzebeth · 03 Frans Malherbe 50e · 02 Joseph Dweba 29e · 01 Ox Nché 35e · Remplaçants · 16 Malcolm Marx 29e · 17 Steven Kitshoff 35e · 18 Vincent Koch 50e · 19 Franco Mostert 48e · 20 Jasper Wiese 35e · 21 Kwagga Smith 50e · 22 Herschel Jantjies 75e · 23 Willie le Roux 8e · Entraîneur · Jacques Nienaber |  |  | Nouvelle-Zélande · Titulaires · Jordie Barrett 15 · Will Jordan 14 · 77e Rieko Ioane 13 · David Havili 12 · 60e Caleb Clarke 11 · Richie Mo'unga 10 · 68e Aaron Smith 09 · Ardie Savea 08 · 68e Sam Cane 07 · 59e Shannon Frizell 06 · Scott Barrett 05 · Sam Whitelock 04 · 54e Tyrel Lomax 03 · 55e Samisoni Taukei'aho 02 · 54e Ethan de Groot 01 · Remplaçants · 55e Codie Taylor 16 · 54e George Bower 17 · 54e Fletcher Newell 18 · 77e Tupou Vaa'i 19 · 59e Akira Ioane 20 · 68e Finlay Christie 21 · 60e 66e à 76e Beauden Barrett 22 · 68e Quinn Tupaea 23 · Entraîneur · Ian Foster |

| Homme du match : Rieko Ioane Arbitres assistants : Angus Gardner Christophe Ridley |

Notes :
- Bongi Mbonambi (Afrique du Sud) est tout d'abord inscrit sur la feuille de match au poste de titulaire, cependant une blessure quelques jours avant le match le force à déclarer forfait, il est remplacé par Joseph Dweba
- Frans Malherbe (Afrique du Sud) honore sa 50e cape.
- Fletcher Newell (Nouvelle-Zélande) fait ses débuts internationaux.

| Samedi 13 août 2022 21 h 10 | (bo) Argentine | 48 – 17 (26 - 10) | Australie | Estadio del Bicentenario, San Juan 23 155 spectateurs Arbitre : Karl Dickson |
| Samedi 13 août 2022 21 h 10 | Essai(s) : 7 Imhoff (1re), Gallo (5e, 63e), de la Fuente (23e), González (30e), Boffelli (77e), Albornoz (80e+1) Transformation(s) : 5 Boffelli (2e, 6e, 25e, 64e, 80e+2) Pénalité(s) : 1 Boffelli (53e) | Rapport           | Essai(s) : 2 Slipper (11e), Ikitau (66e) Transformation(s) : 2 O'Connor (12e, 66e) Pénalité(s) : 1 O'Connor (16e) Carton(s) jaune(s) : 1 McReight (63e) | Estadio del Bicentenario, San Juan 23 155 spectateurs Arbitre : Karl Dickson |
| Samedi 13 août 2022 21 h 10 | | Rapport           | | Estadio del Bicentenario, San Juan 23 155 spectateurs Arbitre : Karl Dickson |

| Argentine · Titulaires · 15 Juan Cruz Mallía · 14 Emiliano Boffelli 79e · 13 Matías Moroni · 12 Jerónimo de la Fuente 26e · 11 Juan Imhoff · 10 Santiago Carreras 77e · 09 Gonzalo Bertranou 65e · 08 Pablo Matera 76e · 07 Marcos Kremer 47e · 06 Juan Martín González · 05 Tomás Lavanini · 04 Matías Alemanno · 03 Francisco Gómez Kodela 65e · 02 Julián Montoya 73e · 01 Thomas Gallo 68e · Remplaçants · 16 Agustín Creevy 73e · 17 Nahuel Tetaz Chaparro 68e · 18 Joel Sclavi 65e · 19 Facundo Isa 47e · 20 Rodrigo Bruni 76e · 21 Tomás Cubelli 65e · 22 Tomás Albornoz 77e · 23 Lucio Cinti 26e · Entraîneur · Michael Cheika |  |  | Australie · Titulaires · 68e Tom Wright 15 · Jordan Petaia 14 · Len Ikitau 13 · 62e Lalakai Foketi 12 · Marika Koroibete 11 · James O'Connor 10 · 54e Nic White 09 · Rob Valetini 08 · 63e à 73e Fraser McReight 07 · 54e Jed Holloway 06 · Darcy Swain 05 · 54e Rory Arnold 04 · 58e Taniela Tupou 03 · 65e Lachlan Lonergan 02 · 68e James Slipper 01 · Remplaçants · 65e Billy Pollard 16 · 68e Matt Gibbon 17 · 58e Pone Fa'amausili 18 · 54e Nick Frost 19 · 54e Peter Samu 20 · 54e Tate McDermott 21 · 62e Irae Simone 22 · 68e Reece Hodge 23 · Entraîneur · Dave Rennie |

| Homme du match : Thomas Gallo Arbitres assistants : Mike Adamson Chris Busby (en) |

Notes :
- Folau Fainga'a (Australie) est inscrit sur la feuille de match pour démarrer, cependant il se blesse un jour avant le match et doit déclarer forfait. Lachlan Lonergan le remplace donc dans le XV de départ et Billy Pollard fait son apparition sur le banc.
- Pone Fa'amausili et Billy Pollard (Australie) font leur débuts internationaux.
- C'est la plus large victoire argentine face à l'Australie, surpassant la victoire 18-3 de 1983.

### Troisième journée
| Samedi 27 août 2022 7 h 30 | Australie | 25 – 17 (10 - 3) | Afrique du Sud | Adelaide Oval, Adélaïde 36 336 spectateurs Arbitre : Paul Williams |
| Samedi 27 août 2022 7 h 30 | Essai(s) : 3 McReight (2e, 57e), Koroibete (47e) Transformation(s) : 2 Lolesio (2e, 58e) Pénalité(s) : 2 Lolesio (6e, 63e) Carton(s) jaune(s) : 2 Wright (29e), Valetini (79e) | Rapport          | Essai(s) : 2 Smith (75e, 80e) Transformation(s) : 2 Jantjies (75e), Hendrikse (80e) Pénalité(s) : 1 Pollard (23e) Carton(s) jaune(s) : 1 de Klerk (39e) | Adelaide Oval, Adélaïde 36 336 spectateurs Arbitre : Paul Williams |
| Samedi 27 août 2022 7 h 30 | | Rapport          | | Adelaide Oval, Adélaïde 36 336 spectateurs Arbitre : Paul Williams |

| Australie · Titulaires · 15 Reece Hodge · 14 Tom Wright 29e à 39e · 13 Len Ikitau · 12 Hunter Paisami · 11 Marika Koroibete 70e · 10 Noah Lolesio · 09 Nic White 64e · 08 Rob Valetini 79e · 07 Fraser McReight 64e · 06 Jed Holloway 70e · 05 Matt Philip · 04 Rory Arnold 51e · 03 Allan Alaalatoa 64e · 02 Folau Fainga'a 56e · 01 James Slipper 64e · Remplaçants · 16 Dave Porecki 56e · 17 Scott Sio 64e · 18 Taniela Tupou 64e · 19 Darcy Swain 51e · 20 Rob Leota 70e · 21 Peter Samu 64e · 22 Tate McDermott 64e · 23 Andrew Kellaway 70e · Entraîneur · Dave Rennie |  |  | Afrique du Sud · Titulaires · Damian Willemse 15 · 53e Warrick Gelant 14 · Lukhanyo Am 13 · Damian de Allende 12 · Makazole Mapimpi 11 · 59e Handré Pollard 10 · 39e à 49e 59e Faf de Klerk 09 · 50e Duane Vermeulen 08 · 59e Pieter-Steph du Toit 07 · Siya Kolisi 06 · Lood de Jager 05 · Eben Etzebeth 04 · 56e Frans Malherbe 03 · 11e 23e 40e Joseph Dweba 02 · 40e Ox Nché 01 · Remplaçants · 11e 23e 40e Malcolm Marx 16 · 40e Steven Kitshoff 17 · 56e Vincent Koch 18 · 59e Franco Mostert 19 · 50e Kwagga Smith 20 · 59e Jaden Hendrikse 21 · 59e Elton Jantjies 22 · 53e François Steyn 23 · Entraîneur · Jacques Nienaber |

| Homme du match : Fraser McReight Arbitres assistants : Ben O'Keeffe Tual Trainini |

| Samedi 27 août 2022 9 h 45 | (bd) Nouvelle-Zélande | 18 – 25 (15 - 12) | Argentine | Rugby League Park, Christchurch 20 000 spectateurs Arbitre : Nika Amashukeli |
| Samedi 27 août 2022 9 h 45 | Essai(s) : 2 Taukei'aho (11e), Clarke (32e) Transformation(s) : 1 Mo'unga (33e) Pénalité(s) : 2 Mo'unga (28e, 46e) Carton(s) jaune(s) : 1 Frizell (70e) | Rapport           | Essai(s) : 1 González (47e) Transformation(s) : 1 Boffelli (48e) Pénalité(s) : 6 Boffelli (7e, 17e, 36e, 40e, 56e, 65e) | Rugby League Park, Christchurch 20 000 spectateurs Arbitre : Nika Amashukeli |
| Samedi 27 août 2022 9 h 45 | | Rapport           | | Rugby League Park, Christchurch 20 000 spectateurs Arbitre : Nika Amashukeli |

| Nouvelle-Zélande · Titulaires · 15 Jordie Barrett 79e · 14 Will Jordan · 13 Rieko Ioane 69e · 12 David Havili · 11 Caleb Clarke · 10 Richie Mo'unga · 09 Aaron Smith 62e · 08 Ardie Savea · 07 Sam Cane 66e · 06 Shannon Frizell 70e · 05 Scott Barrett · 04 Sam Whitelock · 03 Tyrel Lomax 44e · 02 Samisoni Taukei'aho 44e · 01 Ethan de Groot 44e · Remplaçants · 16 Codie Taylor 44e · 17 George Bower 44e · 18 Fletcher Newell 44e · 19 Tupou Vaa'i · 20 Akira Ioane 66e · 21 Finlay Christie 62e · 22 Stephen Perofeta 79e · 23 Quinn Tupaea 69e · Entraîneur · Ian Foster |  |  | Argentine · Titulaires · Juan Cruz Mallía 15 · Emiliano Boffelli 14 · Matías Moroni 13 · Matías Orlando 12 · 71e Lucio Cinti 11 · Santiago Carreras 10 · 66e Gonzalo Bertranou 09 · Pablo Matera 08 · Marcos Kremer 07 · 70e Juan Martín González 06 · Tomás Lavanini 05 · 61e Matías Alemanno 04 · 52e Joel Sclavi 03 · 78e Julián Montoya 02 · 57e Thomas Gallo 01 · Remplaçants · 78e Santiago Socino 16 · 57e Mayco Vivas 17 · 52e Eduardo Bello 18 · 61e Guido Petti Pagadizábal 19 · 70e Santiago Grondona 20 · 66e Tomás Cubelli 21 · Tomás Albornoz 22 · 71e Santiago Cordero 23 · Entraîneur · Michael Cheika |

| Homme du match : Emiliano Boffelli Arbitres assistants : Karl Dickson Damon Murphy (en) |

Notes :
- Marcos Kremer (Argentine) connaît sa cinquantième cape internationale.
- C'est la première victoire de l'Argentine en Nouvelle-Zélande, tout en étant également la première fois que l'Argentine remporte deux matchs d'affilée dans la compétition.
- C'est la première fois que la Nouvelle-Zélande perd trois matchs consécutifs à domicile et trois matchs à domicile dans la même année.

### Quatrième journée
| Samedi 3 septembre 2022 9 h 5 | (bo) Nouvelle-Zélande | 53 – 3 (21 - 3) | Argentine                                                            | Waikato Stadium, Hamilton 22 000 spectateurs Arbitre : Nic Berry |
| Samedi 3 septembre 2022 9 h 5 | Essai(s) : 7 de Groot (9e), Clarke (18e), R.Ioane (37e), J.Barrett (60e), Savea (66e), Retallick (73e), B.Barrett (80e+3) Transformation(s) : 6 Mo'unga (10e, 20e, 38e, 61e), J.Barrett (75e, 80e+4) Pénalité(s) : 2 Mo'unga (2e, 46e) Carton(s) jaune(s) : 1 Newell (56e) | Rapport         | Pénalité(s) : 1 Boffelli (32e) Carton(s) jaune(s) : 1 Lavanini (32e) | Waikato Stadium, Hamilton 22 000 spectateurs Arbitre : Nic Berry |
| Samedi 3 septembre 2022 9 h 5 | | Rapport         |                                                                      | Waikato Stadium, Hamilton 22 000 spectateurs Arbitre : Nic Berry |

| Nouvelle-Zélande · Titulaires · 15 Jordie Barrett · 14 Will Jordan · 13 Rieko Ioane · 12 David Havili 68e · 11 Caleb Clarke · 10 Richie Mo'unga 62e · 09 Aaron Smith 51e · 08 Ardie Savea · 07 Sam Cane 63e · 06 Shannon Frizell 58e · 05 Scott Barrett · 04 Sam Whitelock 59e 68e · 03 Tyrel Lomax 51e 59e 68e · 02 Samisoni Taukei'aho 62e · 01 Ethan de Groot 51e · Remplaçants · 16 Dane Coles 62e · 17 George Bower 51e · 18 Fletcher Newell 51e 56e à 66e · 19 Brodie Retallick 58e · 20 Dalton Papali'i 63e · 21 Finlay Christie 51e · 22 Beauden Barrett 62e · 23 Quinn Tupaea 68e · Entraîneur · Ian Foster |  |  | Argentine · Titulaires · Juan Cruz Mallía 15 · Emiliano Boffelli 14 · Matías Moroni 13 · Matías Orlando 12 · 68e Santiago Cordero 11 · 40e Santiago Carreras 10 · 47e Tomás Cubelli 09 · Pablo Matera 08 · Marcos Kremer 07 · 47e Santiago Grondona 06 · 35e à 45e Tomás Lavanini 05 · 47e Guido Petti Pagadizábal 04 · 47e Joel Sclavi 03 · 62e Julián Montoya 02 · 68e Thomas Gallo 01 · Remplaçants · 62e Santiago Socino 16 · 68e Mayco Vivas 17 · 47e Eduardo Bello 18 · 47e Matías Alemanno 19 · 47e Juan Martín González 20 · 47e Gonzalo Bertranou 21 · 40e Benjamín Urdapilleta 22 · 68e Lucio Cinti 23 · Entraîneur · Michael Cheika |

| Homme du match : Arbitres assistants : Nika Amashukeli Jordan Way (en) |

Notes :
- C'est la plus grande victoire de la Nouvelle-Zélande contre l'Argentine depuis le 28 juin 1997, également à Hamilton, lorsqu'ils ont gagné 62 à 10.

| Samedi 3 septembre 2022 11 h 35 | Australie                                                                                | 8 – 24 (3 - 12) | Afrique du Sud (bo) | Sydney Football Stadium, Sydney 38 292 spectateurs Arbitre : Ben O'Keeffe |
| Samedi 3 septembre 2022 11 h 35 | Essai(s) : 1 Samu (78e) Pénalité(s) : 1 Lolesio (31e) Carton(s) jaune(s) : 1 Philip (9e) | Rapport         | Essai(s) : 4 de Allende (8e), Moodie (38e), Mostert (42e), Mapimpi (70e) Transformation(s) : 2 Willemse (10e), Steyn (71e) Carton(s) jaune(s) : 2 Mapimpi (70e), le Roux (78e) | Sydney Football Stadium, Sydney 38 292 spectateurs Arbitre : Ben O'Keeffe |
| Samedi 3 septembre 2022 11 h 35 |                                                                                          | Rapport         | | Sydney Football Stadium, Sydney 38 292 spectateurs Arbitre : Ben O'Keeffe |

| Australie · Titulaires · 15 Reece Hodge · 14 Tom Wright · 13 Len Ikitau · 12 Hunter Paisami 26e · 11 Marika Koroibete · 10 Noah Lolesio 45e · 09 Nic White · 08 Rob Valetini · 07 Fraser McReight 56e · 06 Jed Holloway · 05 Matt Philip 9e à 19e 64e · 04 Rory Arnold 56e · 03 Allan Alaalatoa · 02 Folau Fainga'a 64e · 01 James Slipper 64e · Remplaçants · 16 Dave Porecki 64e · 17 Scott Sio 64e · 18 Taniela Tupou · 19 Darcy Swain 56e · 20 Rob Leota 64e · 21 Peter Samu 56e · 22 Jake Gordon 45e · 23 Andrew Kellaway 26e · Entraîneur · Dave Rennie |  |  | Afrique du Sud · Titulaires · 78e Willie le Roux 15 · Canan Moodie 14 · 70e Jesse Kriel 13 · Damian de Allende 12 · 70e Makazole Mapimpi 11 · Damian Willemse 10 · 71e Jaden Hendrikse 09 · 60e Jasper Wiese 08 · Franco Mostert 07 · 71e Siya Kolisi 06 · 61e Lood de Jager 05 · Eben Etzebeth 04 · 64e Frans Malherbe 03 · Malcolm Marx 02 · 71e Steven Kitshoff 01 · Remplaçants · 71e Deon Fourie 16 · 71e Ox Nché 17 · 64e Trevor Nyakane 18 · 61e Kwagga Smith 19 · 60e Duane Vermeulen 20 · 71e Cobus Reinach 21 · 70e François Steyn 22 · Warrick Gelant 23 · Entraîneur · Jacques Nienaber |

| Homme du match : Damian Willemse Arbitres assistants : Paul Williams Tual Trainini |

Notes :
- Taniela Tupou n'entre pas en jeu car il subit une blessure durant l'échauffement d'avant-match.
- C'est le premier test match se jouant dans le nouveau Sydney Football Stadium.
- C'est le premier match que l'Afrique du Sud remporte en Australie depuis 2013.
- Canan Moodie fait ses débuts internationaux et marque un essai à cette occasion.

### Cinquième journée
| Samedi 15 septembre 2022 11 h 45 | Australie | 37 – 39 (10 - 10) | Nouvelle-Zélande | Marvel Stadium, Melbourne 53 343 spectateurs Arbitre : Mathieu Raynal |
| Samedi 15 septembre 2022 11 h 45 | Essai(s) : 4 Valetini (25e), Kellaway (60e, 66e), Samu (72e) Transformation(s) : 2 Foley (26e, 62e, 67e, 73e) Pénalité(s) : 3 Foley (17e, 47e), White (77e) Carton(s) jaune(s) : 3 Wright (34e), Swain (35e), Gordon (50e) | Rapport           | Essai(s) : 5 Taukei'aho (3e, 40e), Mo'unga (51e), Jordan (54e), J.Barrett (80e) Transformation(s) : 4 Mo'unga (4e, 42e, 52e, 55e) Pénalité(s) : 2 Mo'unga (11e, 70e) Carton(s) jaune(s) : 1 Papali'i (24e) | Marvel Stadium, Melbourne 53 343 spectateurs Arbitre : Mathieu Raynal |
| Samedi 15 septembre 2022 11 h 45 | | Rapport           | | Marvel Stadium, Melbourne 53 343 spectateurs Arbitre : Mathieu Raynal |

| Australie · Titulaires · 15 Andrew Kellaway · 14 Tom Wright 34e à 44e 61e · 13 Len Ikitau 52e 61e · 12 Lalakai Foketi · 11 Marika Koroibete · 10 Bernard Foley · 09 Jake Gordon 50e à 60e 61e · 08 Rob Valetini · 07 Peter Samu · 06 Rob Leota 34e · 05 Matt Philip 50e · 04 Jed Holloway · 03 Allan Alaalatoa 71e · 02 Dave Porecki 56e · 01 James Slipper 40e · Remplaçants · 16 Folau Fainga'a 56e · 17 Scott Sio 40e · 18 Pone Fa'amausili 71e · 19 Darcy Swain 34e 35e à 45e · 20 Fraser McReight 50e · 21 Nic White 52e · 22 Reece Hodge · 23 Jordan Petaia 61e · Entraîneur · Dave Rennie |  |  | Nouvelle-Zélande · Titulaires · Jordie Barrett 15 · Will Jordan 14 · Rieko Ioane 13 · 13e David Havili 12 · Caleb Clarke 11 · Richie Mo'unga 10 · 74e Aaron Smith 09 · 68e Hoskins Sotutu 08 · 23e Sam Cane 07 · 59e Scott Barrett 06 · Sam Whitelock 05 · Brodie Retallick 04 · 57e Tyrel Lomax 03 · 61e Samisoni Taukei'aho 02 · 50e Ethan de Groot 01 · Remplaçants · 61e Dane Coles 16 · 50e George Bower 17 · 57e Fletcher Newell 18 · 68e Akira Ioane 19 · 23e 24e à 34e Dalton Papali'i 20 · 74e Finlay Christie 21 · 35e Beauden Barrett 22 · 13e 35e Quinn Tupaea 23 · Entraîneur · Ian Foster |

| Homme du match : Samisoni Taukei'aho Arbitres assistants : Andrew Brace Pierre Brousset |

Notes :
- Marika Koroibete (Australie) honore sa 50e cape.
- Avec cette victoire, la Nouvelle-Zélande garde la Bledisloe Cup.

| Samedi 17 septembre 2022 21 h 10 | Argentine | 20 – 36 (6 - 22) | Afrique du Sud (bo) | Stade Libertadores de América, Avellaneda 34 000 spectateurs Arbitre : James Doleman (en) |
| Samedi 17 septembre 2022 21 h 10 | Essai(s) : 2 de pénalité (65e), Moroni (68e) Transformation(s) : 2 de pénalité (65e), Boffelli (68e) Pénalité(s) : 2 Boffelli (8e, 23e) Carton(s) jaune(s) : 2 Carreras (20e), Bertranou (40e) | Rapport          | Essai(s) : 5 de pénalité (20e), Hendrikse (27e), Marx (32e, 79e), de Allende (74e) Transformation(s) : 4 de pénalité (20e), Willemse (28e), Steyn (75e, 80e+1) Pénalité(s) : 1 Willemse (11e) Carton(s) jaune(s) : 2 le Roux (58e), Smith (64e) | Stade Libertadores de América, Avellaneda 34 000 spectateurs Arbitre : James Doleman (en) |
| Samedi 17 septembre 2022 21 h 10 | | Rapport          | | Stade Libertadores de América, Avellaneda 34 000 spectateurs Arbitre : James Doleman (en) |

| Argentine · Titulaires · 15 Juan Cruz Mallía · 14 Emiliano Boffelli · 13 Matías Orlando · 12 Jerónimo de la Fuente · 11 Lucio Cinti 40e · 10 Santiago Carreras 20e à 30e 75e · 09 Gonzalo Bertranou 40e à 50e 50e · 08 Pablo Matera · 07 Marcos Kremer · 06 Juan Martín González 64e · 05 Tomás Lavanini · 04 Matías Alemanno 63e · 03 Eduardo Bello 46e · 02 Julián Montoya 64e · 01 Nahuel Tetaz Chaparro 46e · Remplaçants · 16 Agustín Creevy 64e · 17 Thomas Gallo 46e · 18 Joel Sclavi 46e · 19 Guido Petti Pagadizábal 63e · 20 Rodrigo Bruni 64e · 21 Tomás Cubelli 40e · 22 Benjamín Urdapilleta 75e · 23 Matías Moroni 50e · Entraîneur · Michael Cheika |  |  | Afrique du Sud · Titulaires · 58e à 68e Willie le Roux 15 · Canan Moodie 14 · 75e Jesse Kriel 13 · Damian de Allende 12 · Makazole Mapimpi 11 · 64e Damian Willemse 10 · 59e Jaden Hendrikse 09 · 51e Jasper Wiese 08 · Franco Mostert 07 · 59e Siya Kolisi 06 · 51e Lood de Jager 05 · Eben Etzebeth 04 · 58e Frans Malherbe 03 · Malcolm Marx 02 · 66e Steven Kitshoff 01 · Remplaçants · 59e Deon Fourie 16 · 66e Ox Nché 17 · 58e Trevor Nyakane 18 · 51e Elrigh Louw 19 · 51e 64e à 74e Kwagga Smith 20 · 59e Faf de Klerk 21 · 75e André Esterhuizen 22 · 64e François Steyn 23 · Entraîneur · Jacques Nienaber |

| Homme du match : Malcolm Marx Arbitres assistants : Damon Murphy (en) Craig Evans |

Notes :
- Agustín Creevy fête sa 95e cape, devenant l'Argentin le plus capé de sa sélection.

### Sixième journée
| Samedi 24 septembre 2022 9 h 5 | (bo) Nouvelle-Zélande | 40 - 14 (15 - 0) | Australie | Eden Park, Auckland 47 000 spectateurs Arbitre : Andrew Brace |
| Samedi 24 septembre 2022 9 h 5 | Essai(s) : 5 Jordan (22e), de pénalité (26e), Whitelock (42e), Taylor (53e), Taukei'aho (64e) Transformation(s) : 3 Mo'unga (24e, 42e), de pénalité (26e) Pénalité(s) : 3 Mo'unga (20e, 46e, 76e) | Rapport          | Essai(s) : 2 Fainga'a (58e), Petaia (80e+2) Transformation(s) : 2 Foley (59e), Hodge (80e+3) Carton(s) jaune(s) : 2 Holloway (1re), Porecki (26e) | Eden Park, Auckland 47 000 spectateurs Arbitre : Andrew Brace |
| Samedi 24 septembre 2022 9 h 5 | | Rapport          | | Eden Park, Auckland 47 000 spectateurs Arbitre : Andrew Brace |

| Nouvelle-Zélande · Titulaires · 15 Beauden Barrett · 14 Will Jordan 67e · 13 Rieko Ioane · 12 Jordie Barrett · 11 Caleb Clarke · 10 Richie Mo'unga 69e · 09 Aaron Smith 56e · 08 Ardie Savea · 07 Dalton Papali'i · 06 Akira Ioane 69e · 05 Sam Whitelock · 04 Brodie Retallick 67e · 03 Tyrel Lomax 56e · 02 Codie Taylor 56e · 01 Ethan de Groot 56e · Remplaçants · 16 Samisoni Taukei'aho 56e · 17 Ofa Tu'ungafasi 56e · 18 Nepo Laulala 56e · 19 Tupou Vaa'i 67e · 20 Hoskins Sotutu 69e · 21 Finlay Christie 56e · 22 Roger Tuivasa-Sheck 69e · 23 Sevu Reece 67e · Entraîneur · Ian Foster |  |  | Australie · Titulaires · 67e 74e Andrew Kellaway 15 · Tom Wright 14 · Len Ikitau 13 · 21e Lalakai Foketi 12 · Marika Koroibete 11 · 74e Bernard Foley 10 · 47e Jake Gordon 09 · 47e Harry Wilson 08 · Peter Samu 07 · Rob Valetini 06 · Cadeyrn Neville 05 · 1e à 11e 47e Jed Holloway 04 · 65e Allan Alaalatoa 03 · 26e à 36e 57e Dave Porecki 02 · 40e James Slipper 01 · Remplaçants · 57e Folau Fainga'a 16 · 40e Angus Bell 17 · 65e Pone Fa'amausili 18 · 47e Nick Frost 19 · 47e Fraser McReight 20 · 47e Nic White 21 · 67e Reece Hodge 22 · 21e Jordan Petaia 23 · Entraîneur · Dave Rennie |

| Homme du match : Jordie Barrett Arbitres assistants : Mathieu Raynal Pierre Brousset |

Notes :
- Fletcher Newell est tout d'abord nommé sur le banc des remplaçants avant de déclarer forfait avant le match, il est remplacé par Nepo Laulala.
- À cause de cette défaite, l'Australie descend à la neuvième place du classement World Rugby, le plus bas depuis l'existence de celui-ci.

| Samedi 24 septembre 2022 17 h 5 | Afrique du Sud | 38 - 21 (17 - 7) | Argentine | Kings Park Stadium, Durban 45 982 spectateurs Arbitre : Damon Murphy (en) |
| Samedi 24 septembre 2022 17 h 5 | Essai(s) : 5 Wiese (18e), Kolisi (28e), de pénalité (54e, 72e), Arendse (80e+1) Transformation(s) : 5 Steyn (19e, 29e, 80e+2), de pénalité (54e, 72e) Pénalité(s) : 1 Steyn (37e) Carton(s) jaune(s) : 2 Etzebeth (59e), de Klerk (64e) | Rapport          | Essai(s) : 3 Bertranou (39e), González (46e), Moroni (67e) Transformation(s) : 3 Boffelli (40e, 47e, 68e) Carton(s) jaune(s) : 4 Kremer (15e), González (26e), de la Fuente (54e), Sclavi (72e) | Kings Park Stadium, Durban 45 982 spectateurs Arbitre : Damon Murphy (en) |
| Samedi 24 septembre 2022 17 h 5 | | Rapport          | | Kings Park Stadium, Durban 45 982 spectateurs Arbitre : Damon Murphy (en) |

| Afrique du Sud · Titulaires · 15 Willie le Roux 52e · 14 Canan Moodie · 13 Jesse Kriel · 12 Damian de Allende · 11 Makazole Mapimpi · 10 François Steyn · 09 Jaden Hendrikse 61e · 08 Jasper Wiese 48e · 07 Pieter-Steph du Toit 48e · 06 Siya Kolisi · 05 Lood de Jager 70e · 04 Eben Etzebeth 59e à 69e · 03 Frans Malherbe 57e · 02 Malcolm Marx 68e · 01 Steven Kitshoff 57e · Remplaçants · 16 Bongi Mbonambi 68e · 17 Ox Nché 57e · 18 Vincent Koch 57e · 19 Franco Mostert 70e · 20 Duane Vermeulen 48e · 21 Kwagga Smith 48e · 22 Faf de Klerk 61e 64e à 74e · 23 Kurt-Lee Arendse 52e · Entraîneur · Jacques Nienaber |  |  | Argentine · Titulaires · Juan Cruz Mallía 15 · Emiliano Boffelli 14 · Matías Moroni 13 · 54e à 64e 73e Jerónimo de la Fuente 12 · 55e Juan Imhoff 11 · 58e Santiago Carreras 10 · 63e Gonzalo Bertranou 09 · 29e Pablo Matera 08 · 15e à 25e Marcos Kremer 07 · 26e à 36e Juan Martín González 06 · Tomás Lavanini 05 · Matías Alemanno 04 · 29e 73e Eduardo Bello 03 · 65e Julián Montoya 02 · 55e 76e Nahuel Tetaz Chaparro 01 · Remplaçants · 65e Agustín Creevy 16 · 55e 76e Mayco Vivas 17 · 47e 72e Joel Sclavi 18 · 29e 59e Guido Petti Pagadizábal 19 · 59e Pedro Rubiolo 20 · 63e Tomás Cubelli 21 · 58e Benjamín Urdapilleta 22 · 55e Bautista Delguy 23 · Entraîneur · Michael Cheika |

| Homme du match : Arbitres assistants : Frank Murphy Andrea Piardi |

## Statistiques

### Meilleurs réalisateurs
| Rang | Joueur               | Équipe           | Points | Essais | Transf. | Pén. | Drops |
| ---- | -------------------- | ---------------- | ------ | ------ | ------- | ---- | ----- |
| 1    | Emiliano Boffelli    | Argentine        | 71     | 1      | 12      | 14   | 0     |
| 1    | Richie Mo'unga       | Nouvelle-Zélande | 71     | 1      | 15      | 12   | 0     |
| 3    | Handré Pollard       | Afrique du Sud   | 32     | 0      | 4       | 8    | 0     |
| 4    | Samisoni Taukei'aho  | Nouvelle-Zélande | 25     | 5      | 0       | 0    | 0     |
| 5    | Juan Martín González | Argentine        | 20     | 4      | 0       | 0    | 0     |
| 6    | Jordie Barrett       | Nouvelle-Zélande | 17     | 2      | 1       | 2    | 0     |
| 7    | Bernard Foley        | Australie        | 16     | 0      | 5       | 2    | 0     |
| 8    | Fraser McReight      | Australie        | 15     | 3      | 0       | 0    | 0     |
| 8    | François Steyn       | Afrique du Sud   | 15     | 0      | 6       | 1    | 0     |
| 10   | Noah Lolesio         | Australie        | 13     | 0      | 2       | 3    | 0     |

### Meilleurs marqueurs
| Rang | Joueur               | Équipe           | Essais |
| ---- | -------------------- | ---------------- | ------ |
| 1    | Samisoni Taukei'aho  | Nouvelle-Zélande | 5      |
| 2    | Juan Martín González | Argentine        | 4      |
| 3    | Fraser McReight      | Australie        | 3      |
| 4    | Thomas Gallo         | Argentine        | 2      |
| 4    | Matías Moroni        | Argentine        | 2      |
| 4    | Kurt-Lee Arendse     | Afrique du Sud   | 2      |
| 4    | Damian de Allende    | Afrique du Sud   | 2      |
| 4    | Makazole Mapimpi     | Afrique du Sud   | 2      |
| 4    | Malcolm Marx         | Afrique du Sud   | 2      |
| 4    | Kwagga Smith         | Afrique du Sud   | 2      |
| 4    | Folau Fainga'a       | Australie        | 2      |
| 4    | Len Ikitau           | Australie        | 2      |
| 4    | Andrew Kellaway      | Australie        | 2      |
| 4    | Jordan Petaia        | Australie        | 2      |
| 4    | Peter Samu           | Australie        | 2      |
| 4    | Jordie Barrett       | Nouvelle-Zélande | 2      |
| 4    | Caleb Clarke         | Nouvelle-Zélande | 2      |
| 4    | Will Jordan          | Nouvelle-Zélande | 2      |